# 후쿠라이 신호장
후쿠라이 신호장(일본어: 福来信号場)은 일본 기후현 게로시에 있는 도카이 여객철도 다카야마 본선의 신호장이다.

## 구조
히다카나야마역보다 야케이시역 방향으로 약 2.7km에 있는 2개 선의 신호장이다.
상행선 포인트는 직선이지만, 출발 신호기는 한쪽 방향 밖에 없기 때문에 교행되지 않는다.

## 주변
- 국도 제41호선
- 히다 강

## 역사
- 1968년 9월 25일 : 국철에 의해 개업.
- 1987년 4월 1일 : 민영화에 따라, JR 도카이가 승계.

## 인접 정차역
| 도카이 여객철도 다카야마 본선 | 도카이 여객철도 다카야마 본선 | 도카이 여객철도 다카야마 본선   |
| ----------------------------- | ----------------------------- | ------------------------------- |
| 히다카나야마 기후 방면        | ■ 다카야마 본선               | 야케이시 다카야마·이노타니 방면 |